# Холандија на Светском првенству у атлетици на отвореном 2019.
Холандија је  на 17. Светском првенству у атлетици на отвореном 2019.  одржаном у Дохи од 27. септембра до 6. октобра учествовала седамнаести пут, односно учествовала је на свим првенствима до данас. Репрезентацију Холандије представљало је 27 такмичара (9 мушкараца и 18 жена) у 20 (7 мушких и 13 женских) дисциплина.,
На овом првенству Холандија је по броју освојених медаља делила 9. место са 2 медаље (2 златне). У табели успешности према броју и пласману такмичара који су учествовали у финалним такмичењима (првих 8 такмичара) Холандија је са 8 учесника у финалу делила 12. место са 30 бодова.
| Плас. | Земља     | 1. место | 2. место | 3. место | 4. место | 5. место | 6. место | 7. место | 8. место | Бр. финал. | Бод. |
| ----- | --------- | -------- | -------- | -------- | -------- | -------- | -------- | -------- | -------- | ---------- | ---- |
| =12.  | Холандија | 2        | 0        | 0        | 0        | 0        | 2        | 4        | 0        | 8          | 30   |

## Учесници
| Мушкарци: - Тајмир Бурнет — 100 м, 200 м, 4 × 100 м - Ник Смидт — 400 м препоне - Јорис ван Гол — 4 × 100 м - Хенсли Паулина — 4 × 100 м - Чуранди Мартина — 4 × 100 м - Рутгер Копелар — Скок мотком - Мено Влон — Скок мотком - Данзел Коменентиа — Бацање кугле - Питер Браун — Десетобој | Жене: - Дафне Схиперс — 100 м, 200 м, 4 × 100 м - Марије ван Хуненстајн — 100 м - Јамиле Самуел — 200 м, 4 × 100 м - Лисан де Вите — 400 м, 4 × 400 м - Сифан Хасан — 1.500 м, 10.000 м - Морин Костер — 5.000 м - Сузан Круминс — 10.000 м - Надин Висер — 100 м препоне - Фемке Бол — 400 м препоне, 4 × 400 м - Наргелис Статиа Питер — 4 × 100 м - Наоми Седнеј — 4 × 100 м - Lieke Klaver — 4 × 400 м - Бјанка Бак — 4 × 400 м - Килиана Хеманс — Скок мотком - Јоринде ван Клинкен — Бацање диска - Надин Брурсен — Седмобој - Ема Остервегел — Седмобој - Аноук Ветер — Седмобој |  |

## Освајачи медаља (2)

### Злато (2)
- Сифан Хасан — 1.500 м
- Сифан Хасан — 10.000 м

## Резултати

### Мушкарци
| Атлетичар                                                  | Дисциплина    | Лични рекорд | Предтакмичење       | Предтакмичење  | Квалификације         | Квалификације        | Полуфинале           | Полуфинале       | Финале               | Финале       | Детаљи |
| Атлетичар                                                  | Дисциплина    | Лични рекорд | Резултат            | Место          | Резултат              | Место                | Резултат             | Место            | Резултат             | Место        | Детаљи |
| ---------------------------------------------------------- | ------------- | ------------ | ------------------- | -------------- | --------------------- | -------------------- | -------------------- | ---------------- | -------------------- | ------------ | ------ |
| Тајмир Бурнет                                              | 100 м         | 10,12        | 10,23 КВ            | 1. у гр. 1     | 10,21 (.202) кв       | 4. у гр. 1           | 10,18                | 6. у гр. 1       | Није се квалификовао | 17 / 65 (68) |        |
| Тајмир Бурнет                                              | 200 м         | 20,35        |                     |                | 20,37 (.370) КВ       | 3. у гр. 6           | 20,34 (.334) ЛР      | 4. у гр. 3       | Није се квалификовао | 12 / 50 (53) |        |
| Ник Смидт                                                  | 400 м препоне | 49,28        | 50,54 (.538)        | 5. у гр. 3     | Није се квалификовао  | Није се квалификовао | Није се квалификовао | 26 / 38 (39)     |                      |              |        |
| Јорис ван Гол Тајмир Бурнет Хенсли Паулина Чуранди Мартина | 4 х 100 м     | 37,99 НР     | 37,91 (.901) кв, НР | 5. у гр. 2     |                       |                      | Дисквалификована     | Дисквалификована |                      |              |        |
| Мено Влон                                                  | Скок мотком   | 5,85 НР      | Није стартовао      | Није стартовао | Није се квалификовао  | Није се квалификовао |                      |                  |                      |              |        |
| Рутгер Копелар                                             | Скок мотком   | 5,71         | 5,45                | 13. у гр. Б    | Нису се квалификовали | 23 / 29 (33)         |                      |                  |                      |              |        |
| Данзел Коменентиа                                          | Бацање кугле  | 20,88        | 20,03               | 11. у гр. Б    | Нису се квалификовали | 23 / 34 (35)         |                      |                  |                      |              |        |

#### Десетобој
| Дисциплина    | Питер Браун  | Питер Браун | Питер Браун | Питер Браун | Питер Браун | Питер Браун |
| Дисциплина    | Лични рекорд | Резултат    | Бод.        | Плас.       | Укупно      | Плас.       |
| ------------- | ------------ | ----------- | ----------- | ----------- | ----------- | ----------- |
| 100 м         | 10,97        | 11,16       | 825         | 196.        | 825         | 19.         |
| Скок удаљ     | 7,71         | 7,47        | 927         | 6.          | 1.752       | 15.         |
| Бацање кугле  | 15,28        | 15,26 ЛРС   | 806         | 5.          | 2.558       | 10.         |
| Скок увис     | 2,05         | 2,02 ЛРС    | 822         | 12.         | 3.380       | 8.          |
| 400 м         | 48,02        | 48,79 ЛРС   | 871         | 11.         | 4.251       | 9.          |
| 110 м препоне | 14,13        | 14,59       | 900         | 12.         | 5.151       | 8.          |
| Бацање диска  | 47,33        | 45,59       | 779         | 12.         | 5.930       | 8.          |
| Скок мотком   | 5,05         | 4,80        | 849         | 13.         | 6.779       | 7.          |
| Бацање копља  | 64,19        | 59,84       | 735         | 9.          | 7.514       | 7.          |
| 1.500 м       | 4:24,29      | 4:35,62     | 708         | 6.          | 8.222       | 7.          |
| Десетобој     | 8.342        |             |             |             | 8.222       | 7 / 19 (24) |

### Жене
| Атлетичарка                                                            | Дисциплина    | Лични рекорд | Квалификације      | Квалификације      | Полуфинале              | Полуфинале            | Финале                       | Финале                | Детаљи |
| Атлетичарка                                                            | Дисциплина    | Лични рекорд | Резултат           | Место              | Резултат                | Место                 | Резултат                     | Место                 | Детаљи |
| ---------------------------------------------------------------------- | ------------- | ------------ | ------------------ | ------------------ | ----------------------- | --------------------- | ---------------------------- | --------------------- | ------ |
| Марије ван Хуненстајн                                                  | 100 м         | 11,13        | 11,48 (.476)       | 6. у гр. 1         | Није се квалификовала   | Није се квалификовала | Није се квалификовала        | 35 / 47               |        |
| Дафне Схиперс                                                          | 100 м         | 10,81 НР     | 11,17 (.169) КВ    | 1. у гр. 6         | 11,07 кв                | 3. у гр. 3            | Није стартовала              | Није стартовала       |        |
| Дафне Схиперс                                                          | 200 м         | 21,63 НР     | Није стартовала    | Није стартовала    | Није се квалификовала   | Није се квалификовала | Није се квалификовала        | Није се квалификовала |        |
| Јамиле Самуел                                                          | 200 м         | 22,37        | 22,90 кв, ЛРС      | 4. у гр. 4         | 23,02                   | 6. у гр. 1            | Нису се квалификовале        | 15 / 43 (48)          |        |
| Лисан де Вите                                                          | 400 м         | 50,77        | 51,31 кв           | 4. у гр. 2         | 51,41                   | 5. у гр. 2            | Нису се квалификовале        | 29 / 48 (49)          |        |
| Сифан Хасан                                                            | 1.500 м       | 3:55,30 НР   | 4:03,88 КВ         | 1. у гр. 1         | 4:14,69 КВ              | 1. у гр. 1            | 3:51,95 РСП, СРС, ЕР, НР, ЛР |                       |        |
| Морин Костер                                                           | 5.000 м       | 15:07,20     | Није завршила трку | Није завршила трку |                         |                       | Није се квалификовала        | Није се квалификовала |        |
| Сифан Хасан                                                            | 10.000 м      | 31:18,12     |                    |                    |                         |                       | 30:17,62 СРС                 |                       |        |
| Сузан Круминс                                                          | 10.000 м      | 31:20,24     | 31:05,40 ЛР        | 7 / 20 (22)        |                         |                       |                              |                       |        |
| Надин Висер                                                            | 100 м препоне | 12,71 НР     | 12,75 КВ           | 3. у гр. 5         | 12,62 (.619) кв, НР, ЛР | 3. у гр. 1            | 12,66                        | 6 / 39 (40)           |        |
| Фемке Бол                                                              | 400 м препоне | 55,94        | 55,32 кв, ЛР       | 5. у гр. 4         | 56,37                   | 7. у гр. 1            | Нису се квалификовале        | 22 / 36 (39)          |        |
| Наргелис Статиа Питер Марије ван Хуненстајн Јамиле Самуел Наоми Седнеј | 4 х 100 м     | 42,04 НР     | 43,01              | 4. у гр. 1         |                         |                       | Нису се квалификовале        | 9 / 13 (16)           |        |
| Lieke Klaver Лисане де Вите Бјанка Бак Фемке Бол                       | 4 х 400 м     | 3:26,98 НР   | 3:27,40 кв, НРС    | 4. у гр. 1         | 3:27,89                 | 7 / 15 (16)           |                              |                       |        |
| Килиана Хеманс                                                         | Скок мотком   | 4,51         | 4,20               | 16. у гр. А        | Нису се квалификовале   | 31 / 31 (32)          |                              |                       |        |
| Јоринде ван Клинкен                                                    | Бацање диска  | 61,33        | 58,58              | 9. у гр. Б         | Нису се квалификовале   | 18 / 29 (30)          |                              |                       |        |

#### Седмобој
| Атлетичарка    | Дисциплина | 100 м пр  | Вис      | Кугла    | 200 м | Даљ  | Копље     | 800 м   | Укупно | Пласман     | Белешка |
| -------------- | ---------- | --------- | -------- | -------- | ----- | ---- | --------- | ------- | ------ | ----------- | ------- |
| Аноук Ветер    | Резултат   | 13,55 ЛРС | 1,74     | 14,10    | 24,43 | 6,20 | 54,17     | НС      | НЗ     |             |         |
| Аноук Ветер    | Бодови     | 1.043     | 1.946    | 801      | 940   | 912  | 941       |         | НЗ     |             |         |
| Ема Остервегел | Резултат   | 13,65     | 1,77 ЛР  | 13,70 ЛР | 25,10 | 5,87 | 54,01     | 2:15,86 | 6.250  | 7 / 16 (20) |         |
| Ема Остервегел | Бодови     | 1.028     | 941      | 774      | 878   | 810  | 938       | 881     | 6.250  | 7 / 16 (20) |         |
| Надин Брурсен  | Резултат   | 13,61     | 1,83 ЛРС | 14,75    | 25,28 | 6,22 | 50,41 ЛРС | 2:18,01 | 6.392  | 6 / 16 (20) |         |
| Надин Брурсен  | Бодови     | 1.034     | 1.016    | 844      | 861   | 918  | 868       | 851     | 6.392  | 6 / 16 (20) |         |